# Jaroslav Kouřil
Jaroslav Kouřil (10. dubna 1913 Odrlice – 29. prosince 1981 Praha) byl český katolický kněz, vysokoškolský pedagog, teolog, pastoralista, vězeň nacistických koncentračních táborů a kanovník kapituly Všech svatých na Hradě pražském.

## Život
Středoškolské vzdělání získal na reálném gymnázium v Litovli, které zakončil maturitou v roce 1932. Vystudoval Cyrillo-Methodějskou bohosloveckou fakultu v Olomouci, kterou zakočil v roce 1937 a poté byl ve stejném roce vysvěcen na kněze. V roce 1937 na téže fakultě získal doktorát teologie po předložení disertační práce s názvem Vliv Jesajáše proroka na vnitřní a zahraniční politiku jeho doby, a byl promován 6. června 1946. Od 1. září 1939 do 23. května 1945 byl v koncentračních táborech. V akademickém roce 1946–1947 byl zástupcem profesora pastorálky a sociologie na bohosloveckém učilišti v Litoměřicích. Poté učil na středních školách. 2. září 1952 byl jmenován docentem Římskokatolické Cyrilometodějské bohoslovecké fakulty v Praze pro obor mravovědy (morální teologie), s účinností od 1. října 1952. Od roku 1953 zde suploval pastorální teologii. Dne 22. června 1953 byl jmenován profesorem pro obor mravovědy (morální teologie), s účinností od 1. října 1953. Dne 6. září 1955 byl tamtéž jmenován profesorem pro obor pastorální teologie, s účinností od 1. října 1955. Od roku 1954 byl pověřen vedením katedry praktických oborů, a v roce 1965 jmenován jejím vedoucím. Jeho působení na CMBF bylo ukončeno k 31. července 1969. Zemřel 29. prosince 1981 v Praze. Byl kanovníkem kapituly Všech svatých na pražském hradě. Pochován byl na vyšehradském hřbitově.